# José Antonio Hermida
José Antonio Hermida Ramos (Puigcerdá, 24 de agosto de 1978) es un deportista español que compitió en ciclismo de montaña en la disciplina de campo a través, medalla de plata en los Juegos Olímpicos de Atenas 2004, cuatro veces campeón mundial (en 1999, 2000, 2005 y 2010, las tres primeras en la prueba por relevos) y tres veces campeón de Europa (en 2002, 2004 y 2007).
Participó en cinco Juegos Olímpicos de Verano, entre los años 2000 y 2016, obteniendo una medalla de plata en Atenas 2004 en la prueba de campo a través.
Ganó siete medallas en el Campeonato Mundial de Ciclismo de Montaña entre los años 1999 y 2013, y siete medallas en el Campeonato Europeo de Ciclismo de Montaña entre los años 2001 y 2009.

## Trayectoria
Fue campeón mundial júnior en 1996, campeón mundial sub-23 en el año 2000, campeón del mundo élite en 2010 y tres veces campeón de Europa, además de ganar tres campeonatos del mundo por relevos (en los años 1999, 2000 y 2005).

### Juegos Olímpicos
Su primera participación olímpica fue en Sídney 2000, donde quedó cuarto. En Atenas 2004 consiguió su primera y única medalla olímpica, la de plata. En Pekín 2008 obtuvo la décima posición, en Londres 2012 volvió a ocupar la cuarta posición y en Río de Janeiro 2016 quedó decimoquinto.

## Medallero internacional
| Juegos Olímpicos   | Juegos Olímpicos             | Juegos Olímpicos  | Juegos Olímpicos           |
| Año                | Lugar                        | Medalla           | Competición                |
| ------------------ | ---------------------------- | ----------------- | -------------------------- |
| 2004               | Atenas (Grecia)              | Medalla de plata  | Campo a través             |
| Campeonato Mundial |                              |                   |                            |
| Año                | Lugar                        | Medalla           | Competición                |
| 1999               | Åre (Suecia)                 | Medalla de oro    | Campo a través por relevos |
| 2000               | Sierra Nevada (España)       | Medalla de oro    | Campo a través por relevos |
| 2001               | Vail (Estados Unidos)        | Medalla de bronce | Campo a través por relevos |
| 2005               | Livigno (Italia)             | Medalla de oro    | Campo a través por relevos |
| 2005               | Livigno (Italia)             | Medalla de bronce | Campo a través             |
| 2010               | Mont-Sainte-Anne (Canadá)    | Medalla de oro    | Campo a través             |
| 2013               | Pietermaritzburg (Sudáfrica) | Medalla de bronce | Campo a través             |
| Campeonato Europeo |                              |                   |                            |
| Año                | Lugar                        | Medalla           | Competición                |
| 2001               | St. Wendel (Alemania)        | Medalla de plata  | Campo a través             |
| 2002               | Zúrich (Suiza)               | Medalla de oro    | Campo a través             |
| 2003               | Graz (Austria)               | Medalla de bronce | Campo a través por relevos |
| 2004               | Wałbrzych (Polonia)          | Medalla de oro    | Campo a través             |
| 2004               | Wałbrzych (Polonia)          | Medalla de bronce | Campo a través por relevos |
| 2007               | Capadocia (Turquía)          | Medalla de oro    | Campo a través             |
| 2009               | Zoetermeer (Países Bajos)    | Medalla de plata  | Campo a través             |

## Premios, reconocimientos y distinciones
- Medalla de Plata de la Real Orden del Mérito Deportivo, otorgada por el Consejo Superior de Deportes (2006)
- Medalla de Oro de la Real Orden del Mérito Deportivo, otorgada por el Consejo Superior de Deportes (2016)